# Matteo Contarelli
Matteo Contarelli, nato Matthieu Cointerel (o Cointrel, o Cointereau) (Morannes, 1519 – Roma, 28 novembre 1585), è stato un cardinale francese.

## Biografia
Contarelli nacque a Morannes, in Angiò, nel 1519, figlio di Hilaire Cointerel, un fabbro, e di Yvonne Vivan. Trasferitosi ad Angers, studiò con uno zio materno, canonico a Saint Maurille, il quale gli fece ottenere una borsa presso il collegio di Bueil.
Le circostanze del suo trasferimento in Italia a meno di vent'anni non sono chiare: secondo alcuni, esso sarebbe stato organizzato dai parenti a causa delle sue intemperanze giovanili; secondo altri invece la causa sarebbe stata un incontro con un principe italiano il quale, impressionato dalla sua erudizione, lo invitò ad accompagnarlo durante il viaggio. A Venezia, Contarelli si ammalò. Il suo medico curante gli fece conoscere un parente, Ugo Boncompagni, professore di diritto presso l'Università di Bologna, divenuto poi Papa Gregorio XIII (r. 1572-85). Contarelli divenne precettore dei figli del medico e attraverso Ugo Boncompagni ottenne una posizione nell'amministrazione domestica di Andrea de' Bovi, un collega del Boncompagni, e poté poi frequentare lo Studio Bolognese.
Poco dopo il de' Bovi fu chiamato a Roma da papa Paolo III (r. 1534-49): Contarelli si trasferì a Roma con lui. In quell'occasione, de' Bovi divenne un referendario della Segnatura Apostolica. De' Bovi fu anche uno dei partecipanti al concilio di Trento, e Cointerel lo accompagnò. Papa Paolo IV (r. 1555-59) lo nominò segretario dei brevi, mentre Pio IV (r. 1560-65) lo elevò all'ufficio di referendario utriusque Signaturae. Contarelli quindi divenne datario del cardinale Ippolito II d'Este, legato pontificio in Francia, e fece parte del suo numeroso seguito durante un'importante missione diplomatica a Parigi. Riconfermato nell'incarico di referendario da Pio V, Contarelli seguì il cardinal nipote Michele Bonelli in Spagna e in Portogallo. L'elezione a papa del suo antico protettore col nome di Gregorio XIII fu fondamentale per la carriera dell'ecclesiastico: il nuovo papa lo nominò alla Camera Apostolica, un impiego che egli lasciò poco prima del primo giugno 1573. Il 1º giugno 1573 papa Gregorio XIII nominò Contarelli suo datario, e poi il 17 ottobre 1574 lo fece canonico della Basilica di San Pietro.
Come sacerdote, Contarelli fu incardinato nella diocesi di Le Mans.
Gregorio XIII lo creò cardinale presbitero nel concistoro del 12 dicembre 1583. Il 9 gennaio 1584 egli ricevette il cappello rosso e il titolo di Santo Stefano Rotondo al Monte Celio. Il papa lo nominò anche prefetto della Segreteria dei brevi apostolici. In seguito da cardinale partecipò al conclave del 1585 che elesse papa Sisto V (r. 1585-90).
Matteo Contarelli fu un grande mecenate: avviò la costruzione della chiesa di Santa Sinforosa (chiamata anche del Gesù) a Tivoli (completata nel 1587). Ma è rimasto particolarmente famoso per aver lavorato con Caterina de' Medici alla ricostruzione della Chiesa di San Luigi dei Francesi a Roma, conclusa nel 1589 (dove fece rifare a proprie spese la facciata), dove una cappella, nota come Cappella Contarelli, dopo la morte del cardinale venne decorata da tre dipinti del Caravaggio: la Vocazione di san Matteo, San Matteo e l'angelo e il Martirio di san Matteo.
Il 3 luglio 1584 acquistò il palazzo degli Alicorni a San Pietro, lasciato poi in eredità al nipote Francesco Cointrel.
Contarelli morì a Roma il 28 novembre 1585 e fu sepolto a San Luigi dei Francesi.
Dopo la sua morte, Sisto V, insospettito dalle enormi somme che il cardinale, il quale era di famiglia povera e possedeva poche rendite, aveva speso per la sua attività di mecenate, fece ordinare un'inchiesta, la quale svelò presto eclatanti casi di corruzione da parte di funzionari della Dataria Apostolica. Tuttavia, per non turbare i rapporti con la Francia, il pontefice preferì insabbiare la cosa.